# Blagoy Georgiev
Pour les articles homonymes, voir Georgiev.
Blagoy Georgiev (bulgare : Благой Георгиев), né le 21 décembre 1981 à Sofia, est un footballeur international bulgare. Il évolue au poste de milieu de terrain. 
Formé au Slavia Sofia, il a ensuite joué en Espagne au Deportivo Alavés, en Serbie à l’Étoile rouge de Belgrade, en Allemagne au MSV Duisbourg avant de passer sa seconde partie de carrière en Russie jusqu'à sa retraite prise fin 2017.
Entre 2004 et 2011, il joue 50 matchs avec l'équipe nationale bulgare et marque 5 buts.